# Velika Mlaka

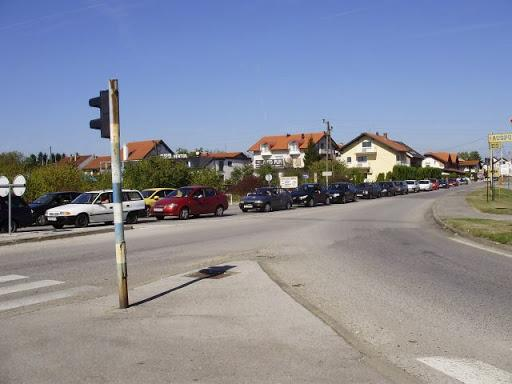
Wjazd do miejscowości od strony miejscowości Donja Lomnica

Velika Mlaka – wieś w Chorwacji, w żupanii zagrzebskiej, w mieście Velika Gorica. W 2011 roku liczyła 3334 mieszkańców.
Jest oddalona o około 3,5 km od centrum Velikiej Goricy i o około 8,5 km od Zagrzebia.